# 財務省総括審議官
財務省大臣官房総括審議官（ざいむしょうだいじんかんぼうそうかつしんぎかん、英: Deputy Vice-Minister for Policy Planning and Coordination）は、財務省の官職のひとつである。財務省大臣官房に置かれた局長級の職である。

## 沿革
1983年6月10日に大臣官房を担当する審議官を昇格させたものとされており、当時の組織令では「命を受けて、大蔵省の所管行政に属する特に重要な事項についての調査、企画、立案及び総合調整に関する事務を総括整理する。」とされている。つまり「総括整理」の部分が普通の大臣官房を担当する審議官と異なる点とされた。2001年1月6日の中央省庁再編により、財務省とともに総務省も発足。総務省に次官級の総務審議官が置かれたため、各省の総務審議官は「総括審議官」へと改称した。

## 所掌
総括審議官（総務審議官）の役割は省によって異なるが、財務省（大蔵省）の場合は公定歩合の上げ下げについて日銀との間で調整するものとされている。公定歩合は通常日銀の専管事項であり、財務省（大蔵省）は関与できないこととなっている。しかし、財務省（大蔵省）の財政政策は日銀の金融政策と密接な関係を持っているため、情報交換の必要があるとされている。総括審議官（総務審議官）の下には総合政策課（旧：調査企画課）が置かれている。
大蔵省組織令（1983年6月10日）
```
第3条 大臣官房に、総務審議官1人を置く。
2 総務審議官は、命を受けて、大蔵省の所管行政に属する特に重要な事項についての調査、企画、立案及び総合調整に関する事務を総括整理する。
```

財務省組織令（2020年3月31日）
```
第11条 大臣官房に、総括審議官1人、政策立案総括審議官1人、公文書監理官1人、サイバーセキュリティ・情報化審議官1人及び審議官11人（うち3人は、関係のある他の職を占める者をもって充てられるものとする。）を置く。
2 総括審議官は、命を受けて、財務省の所掌事務に関する特に重要な事項についての企画及び立案並びに調整に関する事務を総括整理する。
```

## 総務審議官・総括審議官
現職
| 氏名     | 出身省庁 | 前職       | 就任年月日   | 備考 |
| -------- | -------- | ---------- | ------------ | ---- |
| 寺岡光博 | 大蔵省   | 主計局次長 | 2024年7月5日 |      |

歴代
| 氏名                     | 出身省庁                 | 前職                                                                      | 後職                                  | 就任年月日               | 備考                     |
| 大蔵省大臣官房総務審議官 | 大蔵省大臣官房総務審議官 | 大蔵省大臣官房総務審議官                                                  | 大蔵省大臣官房総務審議官              | 大蔵省大臣官房総務審議官 | 大蔵省大臣官房総務審議官 |
| ------------------------ | ------------------------ | ------------------------------------------------------------------------- | ------------------------------------- | ------------------------ | ------------------------ |
| 濱本英輔                 | 大蔵省                   | 大臣官房審議官（大臣官房担当）                                            | 主税局長                              | 1990年6月29日            |                          |
| 日高壮平                 | 大蔵省                   | 大臣官房審議官（大臣官房担当）                                            | 証券局長                              | 1991年10月4日            |                          |
| 田波耕治                 | 大蔵省                   | 大臣官房審議官（主税局担当）                                              | 理財局長                              | 1993年6月26日            |                          |
| 竹島一彦                 | 大蔵省                   | 主計局次長（筆頭）                                                        | 経済企画庁長官官房長                  | 1994年7月1日             |                          |
| 武藤敏郎                 | 大蔵省                   | 主計局次長（筆頭）                                                        | 大臣官房長                            | 1995年5月26日            |                          |
| 溝口善兵衛               | 大蔵省                   | 主計局次長（次席）                                                        | 大臣官房長                            | 1997年7月15日            |                          |
| 武藤敏郎                 | 大蔵省                   | 大臣官房長                                                                | 主計局長                              | 1998年5月19日            | 大臣官房長から降格       |
| 原口恒和                 | 大蔵省                   | 大臣官房審議官（大臣官房担当）                                            | 理財局長                              | 1999年7月8日             |                          |
| 財務省大臣官房総括審議官 |                          |                                                                           |                                       |                          |                          |
| 田村義雄                 | 大蔵省                   | 理財局次長（理財担当）                                                    | 関税局長                              | 2001年1月6日             |                          |
| 藤井秀人                 | 大蔵省                   | 主計局次長（筆頭）                                                        | 大臣官房長                            | 2001年7月10日            |                          |
| 津田広喜                 | 大蔵省                   | 東京税関長                                                                | 大臣官房長                            | 2003年1月14日            |                          |
| 石井道遠                 | 大蔵省                   | 大臣官房審議官（主税局担当）                                              | 国税庁次長                            | 2004年7月2日             |                          |
| 杉本和行                 | 大蔵省                   | 主計局次長（筆頭）                                                        | 大臣官房長                            | 2005年7月13日            |                          |
| 勝栄二郎                 | 大蔵省                   | 主計局次長（筆頭）                                                        | 理財局長                              | 2006年7月28日            |                          |
| 鈴木正規                 | 大蔵省                   | 主計局次長（次席）                                                        | 環境省大臣官房審議官                  | 2007年7月10日            |                          |
| 川北力                   | 大蔵省                   | 大臣官房審議官（主税局担当）                                              | 理財局長                              | 2008年7月4日             |                          |
| 香川俊介                 | 大蔵省                   | 主計局次長（次席）                                                        | 大臣官房長                            | 2009年7月14日            |                          |
| 木下康司                 | 大蔵省                   | 主計局次長（筆頭）                                                        | 国際局長                              | 2010年7月30日            |                          |
| 佐藤慎一                 | 大蔵省                   | 内閣官房内閣審議官（内閣官房副長官補付） 内閣官房社会保障改革担当室審議官 | 大臣官房長                            | 2011年8月2日             |                          |
| 浅川雅嗣                 | 大蔵省                   | 財務大臣事務担当秘書官                                                    | 国際局長                              | 2013年6月28日            |                          |
| 迫田英典                 | 大蔵省                   | 関東信越国税局長                                                          | 理財局長                              | 2014年7月4日             |                          |
| 太田充                   | 大蔵省                   | 主計局次長（次席）                                                        | 理財局長                              | 2015年7月7日             |                          |
| 可部哲生                 | 大蔵省                   | 主計局次長（筆頭）                                                        | 理財局長                              | 2017年7月5日             |                          |
| 茶谷栄治                 | 大蔵省                   | 主計局次長（筆頭）                                                        | 大臣官房長                            | 2018年7月27日            |                          |
| 神田眞人                 | 大蔵省                   | 主計局次長（筆頭）                                                        | 国際局長                              | 2019年7月5日             |                          |
| 阪田渉                   | 大蔵省                   | 主計局次長（筆頭）                                                        | 会計センター所長 財務総合政策研究所長 | 2020年7月20日            |                          |
| 新川浩嗣                 | 大蔵省                   | 大臣官房付                                                                | 大臣官房長                            | 2020年11月16日           |                          |
| 小野平八郎               | 大蔵省                   | 大臣官房審議官（主税局担当）                                              | 大臣官房付                            | 2021年7月8日             |                          |
| 奥達雄                   | 大蔵省                   | 主計局次長                                                                | 理財局長                              | 2022年6月24日            |                          |
| 坂本基                   | 大蔵省                   | 大臣官房審議官（主税局担当）                                              | 大臣官房長                            | 2023年7月4日             |                          |
| 寺岡光博                 | 大蔵省                   | 主計局次長                                                                |                                       | 2024年7月5日             |                          |